# Miles Davis
Miles Dewey Davis, jr. (n. 26 mai 1926, Alton, Illinois – d. 28 septembrie 1991, Santa Monica, California) a fost un trompetist și compozitor american de jazz, una din cele mai influente, inovatoare și originale personalități muzicale din istoria jazz-ului din secolul al XX-lea, pe drumul deschis de Buddy Bolden și continuat cu Joe King Oliver, Louis Armstrong, Roy Eldrige, Dizzy Gillespie și Don Cherry. Vastul său catalog interpretativ cuprinde cele mai variate stiluri, de la bebop, la cool jazz, modal jazz și - mai ales - fusion, stil la a cărui dezvoltare a avut un rol determinant. Cu "Birth Of The Cool" (1949-1950) inițiează trecerea de la improvizațiile aprinse, în genul lui Charlie Parker, către reluările reținute cu aranjamente reduse ale mijloacelor muzicale. Albumul "Kind Of Blue" (1959) reprezintă punctul de plecare al celor mai importante modificări structurale din jazz-ul modern, înlocuind funcția armonică cu accentuarea gamei melodice ca element fundamental în compoziție și interpretare. Albumul "Bitches Brew" (1969) deschide epoca stilului fusion, care reunește cele două modalități predominante ale anilor '60.
Ca interpret, Miles Davis, prin accentuarea fiecărui ton, se distanțează de virtuozitatea caracteristică a predecesorilor săi. Sunetul său clar, dinamic și perfect echilibrat devine model pentru mulți interpreți tineri, formația sa devenind o pepinieră a jazz-lui contemporan, din care s-au dezvoltat muzicieni de valoare ca John Coltrane, Bill Evans, Herbie Hanock și Keith Jarrett.

## Biografie
Miles Davis se naște dintr-o familie afro-americană, fiu al unui dentist din St. Louis. Mama sa, Cleo Henry, o pianistă talentată, ar fi dorit ca fiul ei să învețe vioara, dar, la aniversarea vârstei de 13 ani, tatăl său îi dăruiește o trompetă și Davis începe să studieze acest instrument cu un maestru local, Elwood Buchanan, un solist al orchestrei lui Andy Kirk. La vârsta de 15 ani, apare pentru prima dată în public cu grupul lui Eddie Randall. În 1945, după o scurtă colaborare cu Charlie Parker în grupul lui Billy Eckstine, pleacă la New York, unde obține o bursă de studiu la Julliard School of Music. Majoritatea timpului o petrece însă studiind stilurile lui Thelonious Monk, Coleman Hawkins și, în special, ale lui Charlie Parker și Dizzy Gillespie, în perioada stabilirii mișcării Bebop. Cu Charlie "Bird" Parker realizează în 1946 prima sa înregistrare, printre care "Now's The Time", care anticipă deja întoarcerea la melodie, tipică pentru stilul cool al perioadei imediat următoare.

### Cool jazzșiHardbop
Un eveniment important a fost întâlnirea în 1947 cu Gil Evans, cunoscut arrangeur, realizând împreună noi combinații instrumentale. Miles Davis formează un "nonett" - The Tuba Band - din care făceau parte, printre alții, tânărul Gerry Mulligan și Lee Konitz și obține un contract cu casa de discuri "Capitol Records". Astfel apare în 1950 albumul "Birth Of The Cool", cu muzică înregistrată în studio, care dă numele stilului ce avea să predomine în jazz pentru următorii cinci ani. Davis devine un star al noii generații de muzicieni de jazz, este sărbătorit la festivalul din Paris (1949) și apare în concerte alături de cele mai cunoscute personalități, ca Sarah Vaughan, Art Blakey, Charles Mingus, Thelonius Monk și Horace Silver. Ca mulți alți muzicieni de jazz din vremea sa, are însă probleme cu consumul de droguri stupefiante, în special heroină, și, după o întrerupere a activității, reușind să se dezintoxice, are o reapariție senzațională la mijlocul anilor '50 la Festivalul din Newport, marcând sfârșitul stilului Bebop, intrat în declin o dată cu moartea lui Charlie Parker în 1955. Miles Davis își formează un nou Quintett, din care fac parte saxofonistul John Coltrane, pianistul Red Garland, contrabasistul Paul Chambers și bateristul Philly Joe Jones. Împreună dezvoltă stilul denumit Hardbop, în care - alături de improvizațiile cool și intensitățile din perioada bebop - se simt influențele polimetrice ale muzicii africane cu o lărgire considerabilă a sistemelor armonice, ca în albumele "Workin'-, Relaxin'-, Steamin'-," și "Cookin' With The Miles Davis Quintett" (1956).
În această fază a carierei sale, stimulat de experimentele armonice inovatoare ale lui John Coltrane și Ornette Coleman, caută noi forme de exprimare muzicală, orientându-se spre așa zisul stil modal, asemănător gamelor muzicii medievale. Prin dispoziția originală a intervalelor, tonurile muzicale obțin o coloratură fermecătoare surprinzătoare, care încântă pe auditor. În primăvara anului 1959 apare albumul "Kind Of Blue", considerat până astăzi ca piatră de hotar în istoria jazz-ului.

### Fusion

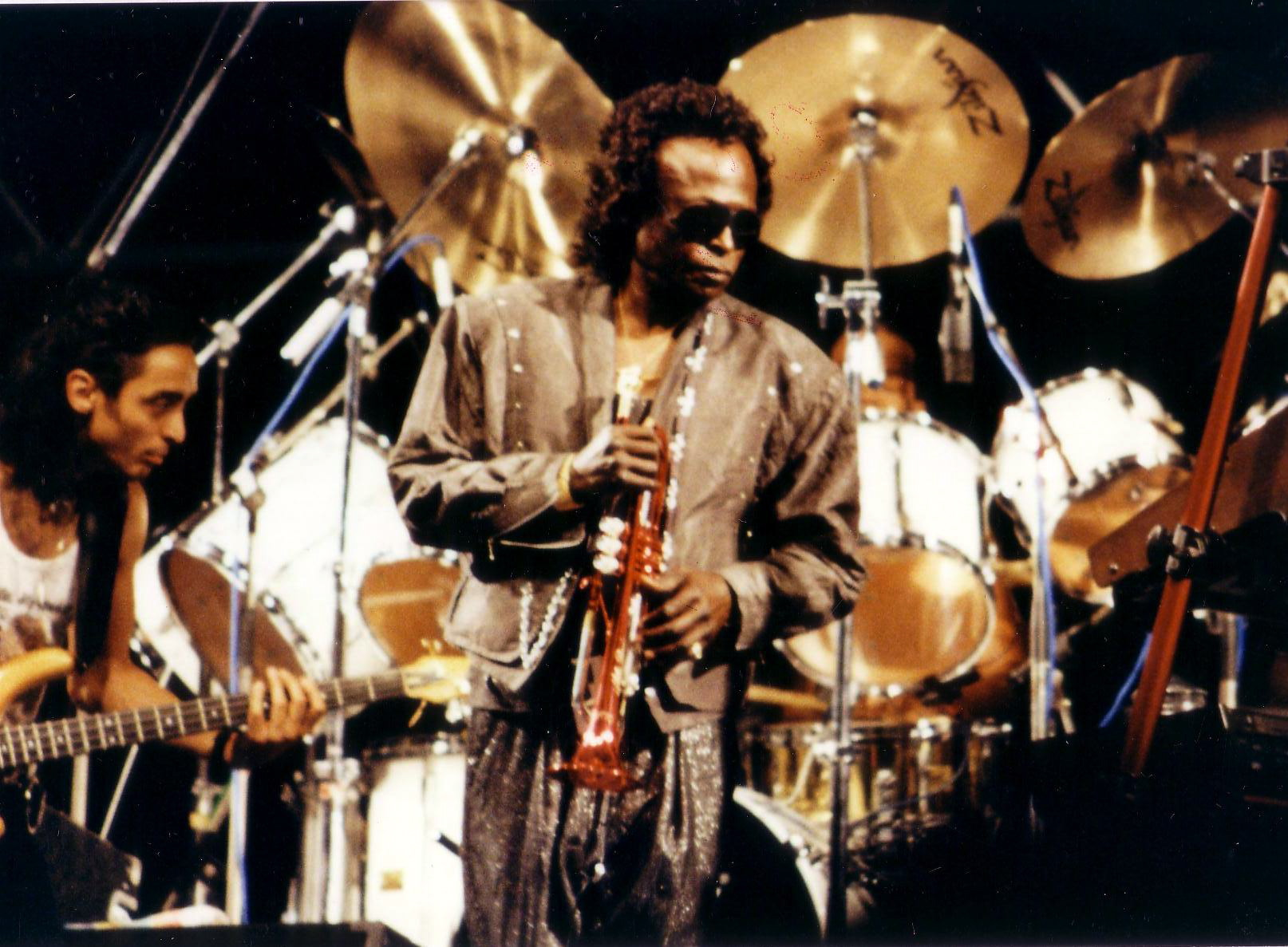
Miles Davis la Nice Jazz Festival în iulie 1989

La începutul anilor '60, o dată cu formarea unui nou Quintett, alcătuit din Herbie Hancock (pian), George Coleman (saxofon), Ron Carter (contrabas) și Tony Williams (baterie), intervine o nouă transformare în muzica lui Miles Davis. Șocul estetic înregistrat prin Free Jazz, popularitatea crescândă a stilurilor afro-americane ca funk și soul, dar mai ales forța muzicii rock îl determină să realizeze o îmbinare (fusion) a tuturor acestor elemente, din care a rezultat "Jazz-rock fusion". Asfel apare în 1963 albumul "Seven Steps To Heaven", urmat în 1969 de cele două albume "In A Silent Way" și "Bitches Brew". Miles Davis devine un popstar al generației "hippie", obține un succes triumfal la festivalul de pe "Isle Of Wight" (1970) și îi apar primele înregistrări în care sunt folosite și instrumente electrice (electric-jazz), ca în "Big Fun" (1970) sau "On The Corner" (1972).
Din păcate reîncepe consumul de stupefiante și, cu sănătatea zdruncinată, în 1974 își întrerupe din nou activitatea până către începutul anilor '80. Încurajat de prieteni, revine pe scenă și în studiourile discografice, înregistrând cu albumele "The Man With The Horn" (1981) și "We Want Miles" (1981-1982) un memorabil comeback, alături de colegi mai tineri ca Marcus Miller, Mike Stern, Al Foster și de saxofonistul ?
În următorul deceniu, Miles Davis - incontestabil superstar al jazz-ului - întreprinde numeroase turnee, înregistrează noi discuri ("You're Under Arrest", 1985; "Amandia", 1989; "Doo-Bop", 1991). Câteva săptămâni după succesul triumfal obținut în iulie 1991 la Festivalul de Jazz din Montreux, cu o mare orchestră sub conducerea lui Quincy Jones, Miles Davis moare neașteptat în urma unei pneumonii la 28 septembrie 1991 în Santa Monica, California. A fost înmormântat în cimitirul Woodlawn Cemetery în cartierul "Bronx" din New York.

## Discografie

### Albume de studio
| - 1948 : Cool Boopin' ; - 1949 : Birth of the cool, lansat în 1959 ; - 1951 : Blue Period ; - 1951 : Dig ; - 1951-1953 : Miles Davis and Horns ; - 1952-1954 : Miles Davis Volume One (Blue Note) ; - 1953 : Miles Davis Volume 2 (Blue Note) ; - 1953-1954 : Blue Haze ; - 1953-1956 : Collectors Items ; - 1954 : Walkin', lansat în 1957; - 1954 : Bags' Groove ; - 1954-1956 : Miles Davis and the Modern Jazz Giants ; - 1955 : The Musings of Miles ; - 1955 : Blue Moods ; - 1955 : Miles Davis Quintet / Sextet and Milt Jackson ; - 1955 : The New Miles Davis Quintet (titlu original : Miles) ; - 1956 : Cookin' with the Miles Davis Quintet ; - 1956 : Miles Davis Quintet At Peacock Alley ; - 1957 : Relaxin' with the Miles Davis Quintet ; - 1957 : Steamin' with the Miles Davis Quintet ; - 1957 : Workin' with the Miles Davis Quintet ; - 1957 : 'Round About Midnight ; - 1957 : Miles Ahead ; - 1958 : Milestones ; - 1958 : Porgy and Bess ; - 1959 : Kind of Blue ; | - 1960 : Sketches of Spain ; - 1961 : Someday My Prince Will Come ; - 1962-1963 : Quiet Nights ; - 1963 : Seven Steps to Heaven ; - 1965 : E.S.P. ; - 1966 : Miles Smiles ; - 1967 : Sorcerer ; - 1967 : Nefertiti ; - 1968 : Miles in the Sky ; - 1968 : Filles de Kilimanjaro; - 1969 : In a Silent Way ; - 1970 : Bitches Brew ; - 1970 : Live-Evil (atât live cât și de studio); - 1972 : On the Corner ; - 1969-1972 : Big Fun, lansat în 1972, re-editat în 2001; - 1974 : Get Up With It ; - 1981 : The Man with the Horn ; - 1983 : Star People ; - 1984 : Decoy ; - 1985 : You're Under Arrest ; - 1985 : Aura ; - 1986 : Tutu ; - 1989 : Amandla ; - 1991 : Doo-bop. |

### Coloane sonore
- 1957 : Ascenseur pour l'échafaud (film de Louis Malle) ;
- 1970 : A Tribute to Jack Johnson ;
- 1987 : Siesta cu Marcus Miller (film de Mary Lambert) ;
- 1990 : Dingo ;
- 1990 : The Hot Spot (film de Dennis Hopper), muzica de Jack Nitzsche cu John Lee Hooker, Tim Drummond și Taj Mahal.

### Enregistrements en public
« Le caractère magnétique de son regard, son sens du costume, ses déplacements sur scène. Même lorsqu'il tournait le dos au public, le geste de Miles Davis n'était jamais anodin. Aussi ne peut-on limiter son œuvre au studio. »

#### Albume oficiale
| - 1949 : The Miles Davis and Tadd Dameron Quintet in Paris Festival International de Jazz, Mai 1949, (lansat în 1977) ; - 1949 : Live in Concert from the Carnegie Hall, 25 decembrie 1949. - 1951 : Birdland 1951 ; - 1953 : At Last ! ; - 1955 : Miles & Coltrane ; - 1958 : '58 Miles Stella by Starlight; - 1958 : Jazz at the Plaza, Vol.1 (lansat în 1974); - 1958 : Miles Davis at Newport 1958 ; - 1958 : Miles & Monk at Newport (lansat în 1963); - 1963 : Miles Davis In Europe (Există de asemenea și sub numele Miles Davis In Antibes) ; - 1964 : "Four" & More ; - 1964 : Miles Davis In Concert, My Funny Valentine ; - 1964 : Miles In Tokyo ; - 1964 : Live In Paris - 1964 : Miles In Berlin ; - 1965 : Miles Davis, Highlights from the Plugged Nickel - 1963 et 1966 : No (More) Blues ; | - 1967 : Miles Davis Quintet, Antwerp, Belgium ; - 1967 : No Blues, Salle Pleyel, Paris, 6 noiembrie 1967. (Există de asemenea și sub numele Live In Paris) ; - 1969 : 1969 Miles, Festiva de Juan Pins (sic) ; - 1970 : Live at the Fillmore East (7 martie 1970), It's About That Time , (lansat în 2001) ; - 1970 : Black Beauty: Live at the Fillmore West ; - 1972 : In Concert: Live at Philharmonic Hall ; - 1973 : Olympia - Jul. 11th, 1973 ; - 1974 : Dark Magus ; - 1975 : Agharta ; - 1975 : Pangaea ; - 1981 : Miles! Miles! Miles! Live in Japan '81 ; - 1982 : We Want Miles ; - 1988 : Munich Concert , 3 cd ; - 1989 : Miles in Paris, November 3, in zenith the 10th Paris Jazz Festival ; - 1991 : Miles & Quincy Live At Montreux ; - 1991 : Jardin des Arènes de Cimiez, Nice, Franța 17-07-1991. (Volumul 20 al The Complete Miles Davis at Montreux); - 1973 în 1991 : Highlights from the Complete Miles Davis at Montreux. |

#### Bootleg-uri
| - 1957 : Amsterdam Concert ; - 1960 : Olympia, 20th March 1960 ; - 1960 : Olympia, 11th October 1960 ; - 1960 : Live in Den Haag ; - 1960 : Manchester Concert ; - 1960 : In Stockholm Complete ; - 1961 : Miles Davis at Carnegie Hall ; | - 1961 : Miles Davis at The Blackhawk, San Francisco, Vol.1 et Vol.2 ; - 1967 : Untitled Medley, Berlin, 4 noiembrie 1967 ; - 1973 : Live In Vienna ; - 1973 : Call It What It Is ; - 1982 : Spring, Live In Rome, 26 aprilie 1982 ; - 1991 : Black Devil, La Villette 91. |

### Antologii
| - 1948-1950 : The Complete Birth of the Cool ; - 1951 : Conception ; - 1951-1956 : Chronicle, The Complete Prestige Recordings ; - 1955-1956 : The Miles Davis Quintet, The Legendary Prestige Quintet Sessions, 4 cd, lansat în 2006, 10 titluri noi ; - 1955-1961 : The complete Columbia recordings, (cu John Coltrane), 6 cd, lansat în 2000 ; - 1955-1970 : Circle in the Round, 2 cd, lansat în 1979, ; - 1960-1970 : Directions, 2 cd, lansat în 1981, ; - 1963-1964 : Seven Steps: The Complete Columbia Recordings of Miles Davis 1963-1964, 7 CD, lansat în 2004 ; | - 1965-1968 : Miles Davis Quintet, 1965-68, 6 CD, lansat în 1998 - 1965 : The Complete Live at the Plugged Nickel 1965, 7 cd, lansat în 1995 ; - 1967-1969 : Water Babies lansat în 1976 ; - 1968-1970 : The Complete Bitches Brew Sessions, 4 cd, lansat în 1998 ; - 1969 : The Complete In A Silent Way, Sessions 1969, 3 cd, lansat în 2001 ; - 1970 : The Cellar Door Sessions, 6 cd, lansat în 2005 ; - 1971 : The Complete Jack Johnson Sessions, 5 cd, lansat în 2003 ; - 1972 : The Complete On The Corner Sessions, 6 cd, lansat în 2007 ; - 1973-1991 : The Complete Miles Davis at Montreux, 20 cd, lansat în 2002 ; - 1988-1990 : Live Around the World, 1 cd. |

### Compilații
- 1956 : My Funny Valentine (Prestige) ;
- 1958 : Jazz Track ;
- 1997 : Electric Miles (Sony 65449) ;
- 2006 : Cool & Collected.

### Participări
| - 1946 : Earl Coleman et Ann Baker lideri, Bopping the Blues - 1946-1948 : Charlie Parker, The Savoy Recordings ; - 1951 : Lee Konitz Sextet, Conception ; - 1951 : Sonny Rollins, Sonny Rollins with Modern Jazz Quartet. Un singur titlu : I Know ; - 1958 : Michel Legrand : Legrand Jazz - 1958 : Julian "Cannonball" Adderley, Somethin' Else ; - 1970 : Message to Love. The Isle of Wight festival. Un singur titlu : Call It Anything ; | - 1985 : Sun City la inițiativa lui Steven van Zandt; - 1986 : Toto, Fahrenheit, titlu : Don't stop me now ; - 1987 : Prince, A Happy New Year Paisley Park Studios (Bootleg) ; - 1987 : Zucchero, Blue's. Un singur titlu : Dune Mosse ; - 1989 : Quincy Jones, Back on the Block ; - 1989 : Kenny Garrett, Prisoner of Love ; - 1991 : Shirley Horn, You Won't Forget Me. |